# Gultangara
Gultangara (Sicalis luteola) är en fågel i familjen tangaror inom ordningen tättingar.

## Utseende
Gultangaran är en liten finkliknande fågel med gult på ansikte och undersida. Den rätt knubbiga näbben är grå och ryggen är streckad.

## Utbredning och systematik
Gultangaran har en mycket vid utbredning från södra Mexiko till södra Sydamerika. Den delas in i sju underarter med följande utbredning:
- chrysops-gruppen:
  - Sicalis luteola chrysops: södra Mexiko (Veracruz och Chiapas) till Guatemala och nordöstra Honduras
  - Sicalis luteola mexicana: Stillahavssluttningarna i södra Mexiko (sydvästra Puebla och Morelos)
  - Sicalis luteola eisenmanni: Stillahavssluttningarna i nordvästra Costa Rica (Guanacaste) och Panama (Coclé)
- Sicalis luteola bogotensis: östra Anderna från Colombia till Venezuela, Ecuador och södra Peru
- luteola-gruppen:
  - Sicalis luteola luteola: västra Anderna i Colombia, Venezuela, Guyana och norra Brasilien
  - Sicalis luteola flavissima: öar vid mynningen av Amazonfloden och angränsande Pará
  - Sicalis luteola luteiventris: låglandet i södra Sydamerika

### Familjetillhörighet
Liksom andra finkliknande tangaror placerades denna art tidigare i familjen Emberizidae. Genetiska studier visar dock att den är en del av tangarorna.

## Levnadssätt
Gultangaran hittas i tropisk savann och öppna gräsmarker med spridda buskar och palmettopalmer. Den ses vanligen i grupper, ibland i rätt stora flockar. Fågeln födosöker i gräs på jakt efter gräsfrön. Den ses ofta dricka vatten vid små vattensamlingar eller sitta på staket och stängsel.

## Status och hot
Arten har ett mycket stort utbredningsområde och tros dessutom öka i antal. Internationella naturvårdsunionen IUCN listar den därför som livskraftig (LC).